# A Fülöp-szigetek a 2024. évi téli ifjúsági olimpiai játékokon
A Fülöp-szigetek a dél-koreai Kangvonban megrendezett 2024. évi téli ifjúsági olimpiai játékok egyik részt vevő nemzete volt. Az ország a játékokon 3 sportágban 2 fiú és 1 lány sportolóval képviseltette magát.

## Rövidpályás gyorskorcsolya

### Fiú
| Versenyző               | Versenyszám | Előfutam | Előfutam | Negyeddöntő | Negyeddöntő | Elődöntő | Elődöntő | Döntő   | Döntő    | Döntő    | Hely. |
| Versenyző               | Versenyszám | Idő      | Hely.    | Idő         | Hely.       | Idő      | Hely.    | Típus   | Idő      | Hely.    | Hely. |
| ----------------------- | ----------- | -------- | -------- | ----------- | ----------- | -------- | -------- | ------- | -------- | -------- | ----- |
| Peter Joseph Groseclose | 500 m       | 42,019   | 1.       | 41,329      | 1.          | 41,697   | 1.       | A       | Kizárták | Kizárták | 5.    |
| Peter Joseph Groseclose | 1000 m      | 1:30,243 | 1.       | 1:30,243    | 4.          | Kiesett  | Kiesett  | Kiesett | Kiesett  | Kiesett  | 13.   |
| Peter Joseph Groseclose | 1500 m      |          |          | 2:20,575    | 5.          | Kiesett  | Kiesett  | Kiesett | Kiesett  | Kiesett  | 25.   |

## Síakrobatika

### Akrobatika
Lány
| Versenyző          | Versenyszám | Selejtező    | Selejtező    | Selejtező     | Selejtező    | Döntő    | Döntő    | Döntő    | Döntő         | Döntő   |
| Versenyző          | Versenyszám | 1. futam     | 2. futam     | Jobb eredmény | Hely.        | 1. futam | 2. futam | 3. futam | Jobb eredmény | Hely.   |
| ------------------ | ----------- | ------------ | ------------ | ------------- | ------------ | -------- | -------- | -------- | ------------- | ------- |
| Laetaz Amihan Rabe | Big air     | Nem indult   | Nem indult   | Nem indult    | Nem indult   | Kiesett  | Kiesett  | Kiesett  | Kiesett       | Kiesett |
| Laetaz Amihan Rabe | Slopestyle  | Visszalépett | Visszalépett | Visszalépett  | Visszalépett | Kiesett  | Kiesett  | Kiesett  | Kiesett       | Kiesett |

## Sífutás

### Fiú
| Versenyző             | Versenyszám         | Selejtező | Selejtező | Negyeddöntő | Negyeddöntő | Elődöntő | Elődöntő | Döntő   | Döntő |
| Versenyző             | Versenyszám         | Idő       | Hely.     | Idő         | Hely.       | Idő      | Hely.    | Idő     | Hely. |
| --------------------- | ------------------- | --------- | --------- | ----------- | ----------- | -------- | -------- | ------- | ----- |
| Avery Uriel Balbanida | 7,5 km (klasszikus) |           |           |             |             |          |          | 25:15,9 | 65.   |
| Avery Uriel Balbanida | Sprint              | 3:44,34   | 69.       | kiesett     | kiesett     | kiesett  | kiesett  | kiesett | 68.   |